# وزة مصرية

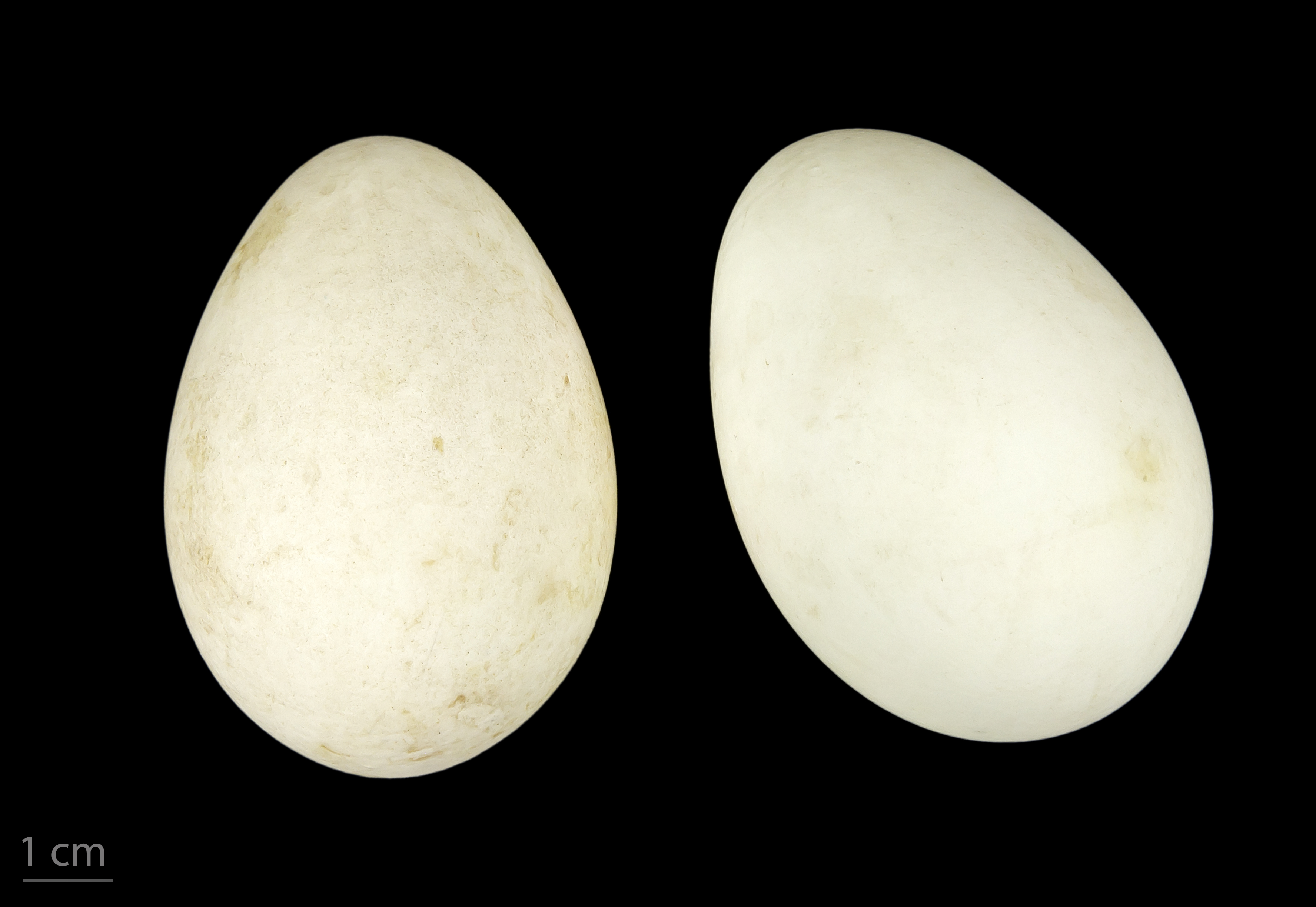
Alopochen aegyptiacus

الوزة المصرية أو الإوزة المصرية تسمى أيضًا إوز فرعوني (الاسم العلمي: Alopochen  aegyptiacus) (بالإنجليزية: Egyptian  Goose)‏ هو طائر ينتمي إلى فصيلة الإوزيات (فصيلة: Anatidae).